# Baratterie
Unter Baratterie (von italienisch baratteria ‚Betrug‘) versteht man in der Seeschifffahrt eine unrechtmäßige Handlung des Kapitäns oder der Mannschaft eines Schiffes; der Duden definiert sie als „Unredlichkeit der Schiffsbesatzung gegenüber Reeder oder Frachteigentümer (im Seerecht)“.

## Einzelheiten
Der Begriff geht auf den italienischen Begriff Baratteria im Sinne von Bestechung oder Betrug zurück. Er umschreibt eine absichtliche Handlung des Kapitäns oder der Mannschaft eines Schiffes, die dem Schiff oder der Ladung zum Nachteil des Befrachters oder der Reederei Schaden zufügt. Eine Tat mit dem Einverständnis der Reederei zum Nachteil des Befrachters fällt nicht unter den Begriff der Baratterie.
Beispiele für Baratterie können sein: Schmuggel, das Anbohren oder Seeuntüchtigmachen von Schiffen, das Durchbrechen von Seeblockaden, der Widerstand gegen ein Kriegsschiff, das vom Durchsuchungsrecht Gebrauch macht oder das Übertreten von Navigationsgesetzen.

## Einzelnachweis
1. 1 2  Baratterie im Duden (abgerufen am 24. November 2013)